# België op de Paralympische Zomerspelen 2008
België nam deel aan de Paralympische Zomerspelen 2008 in Peking, China. België won één medaille, namelijk brons.

## Medailleoverzicht
| Sport       | Olympiër  | Discipline                            | Medaille |
| ----------- | --------- | ------------------------------------- | -------- |
| Wielersport | Jan Boyen | Baanwielrennen, achtervolging LC2 (m) | Brons    |

## Deelnemers en resultaten
(m) = mannen, (v) = vrouwen (g) = gemengd 

### Atletiek
| Paralympiër            | Onderdeel            | Resultaat | Prestatie  |
| ---------------------- | -------------------- | --------- | ---------- |
| Kurt Van Raefelghem    | Vijfkamp P12 (m)     | 8         | 2997 pt    |
| Gino De Keersmaeker    | Discuswerpen F42 (m) | 5         | 41.84 m    |
| Gino De Keersmaeker    | Kogelstoten F42 (m)  | 12        | 11.53 m    |
| Frederic van den Heede | 5000 m T46 (m)       | 12        | 15:39.00 s |
| Frederic van den Heede | Marathon T46 (m)     | 7         | 2:37.03 s  |

### Goalball
| Paralympiër                                                                                  | Onderdeel | Resultaat            | Prestatie                                                                      |
| -------------------------------------------------------------------------------------------- | --------- | -------------------- | ------------------------------------------------------------------------------ |
| Youssef Bihi Vincent Buisseret Bruno Vanhove Johan de Rick Danny van Eenooghe Peter van Hout | Mannen    | 5de in de groepsfase | België 5 - 9 Litouwen België 12 - 6 Spanje Slovenië 6 - 5 België 5 - 8 Finland |

### Paardensport
| Paralympiër  | Onderdeel                | Resultaat | Prestatie |
| ------------ | ------------------------ | --------- | --------- |
| Jose Lorquet | Verplichte kür Graad Ib  | 8         | 63.619 pt |
| Jose Lorquet | Vrije kür Graad Ib       | 6         | 65.333 pt |
| Bert Vermeir | Verplichte kür Graad III | 7         | 64.000 pt |
| Bert Vermeir | Vrije kür Graad III      | 8         | 67.389 pt |

### Tafeltennis
| Paralympiër    | Onderdeel               | Resultaat            | Prestatie |
| -------------- | ----------------------- | -------------------- | --- |
| Mathieu Loicq  | Individueel Klass 8 (m) |                      | Ronde 1: 3 - 1 gewonnen van Pichon ( FRA) 10-12 11-4 11-6 11-2 Ronde 2: 0 - 3 verloren van Grudzien ( POL) 10-12 8-11 11-13 Ronde 3: 3 - 1 gewonnen van Hu ( TPE) 6-11 11-6 11-7 11-9          |
| Marc Ledoux    | Individueel Klass 8 (m) |                      | Ronde 1: 3 - 2 gewonnen van Jambor ( SVK) 7-11 16-14 11-4 4-11 11-6 Ronde 2: 3 - 0 gewonnen van Kent ( CAN) 11-6 11-5 11-3 Ronde 3: 2 - 3 verloren van Glikman ( ISR) 11-9 9-11 11-6 7-11 6-11 |
| Nico Vergeylen | Individueel Klass 8 (m) | 4de in de groepsfase | Ronde 1: 1 - 3 verloren van Skrzynecki ( POL) 4-11 11-8 9-11 3-11 Ronde 2: 0 - 3 verloren van Csonka ( HUN) 10-12 8-11 3-11 Ronde 3: 0 - 3 verloren van Chen ( CHN) 12-10 11-5 11-8            |

### Tennis
| Paralympiër     | Onderdeel     | Resultaat      | Prestatie                                                                                    |
| --------------- | ------------- | -------------- | -------------------------------------------------------------------------------------------- |
| Joachim Gérard  | Enkelspel (m) | 1/8ste finales | 1/32 finale: won van Gergery M ( SVK) 6-1 6-0 1/16 finale: won van Hinson L 6-2 6-0          |
|                 |               |                |                                                                                              |
| Annick Sevenans | Enkelspel (v) | 1/8ste finales | 1/16 finale: won van Martinez J ( COL) 6-0 6-0 1/8 finale: verloor van Arnoult B 6-1 3-6 4-6 |

### Wielersport
| Paralympiër                     | Onderdeel                  | Resultaat | Prestatie  |
| Baan                            | Baan                       | Baan      | Baan       |
| ------------------------------- | -------------------------- | --------- | ---------- |
| Jan Boyen                       | achtervolging LC2 (m)      | Brons     | 4:56.261 s |
| Jan Boyen                       | tijdrit 1 km LC2 (m)       | 7         | 1:14.881 s |
| Weg                             |                            |           |            |
| Marc Eymard Yves Godimus piloot | wegwedstrijd B VI 1-3 (m)  | 10        | 2:23:17    |
| Marc Eymard Yves Godimus piloot | Tijdrit B VI 1-3 (m)       | 12        | 33:58.30 s |
| Jan Boyen                       | wegwedstrijd LC1-2/CP4 (m) | 4         | 1:46:03 s  |
| Jan Boyen                       | Tijdrit LC2 (m)            | 4         | 35:39.55 s |

### Zwemmen
| Paralympiër        | Onderdeel                 | Resultaat       | Prestatie |
| ------------------ | ------------------------- | --------------- | --------- |
| Kevin Lambrechts   | 50 m Vlinderslag S7 (m)   | 5               | 33.80 s   |
| Kevin Lambrechts   | 100 m Rugslag S7 (m)      | 5de in de heats | 1:20.50 s |
| Kevin Lambrechts   | 200 m Wisselslag SM7 (m)  | 6               | 2:54.98 s |
| Sven Decaesstecker | 100 m Rugslag S10 (m)     | 5de in de heats | 1:05.44 s |
| Sven Decaesstecker | 100 m Schoolslag SB9 (m)  | 4de in de heats | 1:14.30 s |
| Sven Decaesstecker | 200 m Wisselslag SM10 (m) | 4               | 2:16.21 s |